# Seliștat, Brașov
Seliștat (în dialectul săsesc Sailijescht, Zělijeršt, Zeliješt, în germană Seligstadt, Gross-Alisch, Gross-Alesch, Olesch, în maghiară Boldogváros) este un sat în comuna Șoarș din județul Brașov, Transilvania, România.

## Istorie
Prima menționare documentară a localității este din 1355.
În anul 1733, când episcopul român unit cu Roma Inocențiu Micu-Klein a organizat în Ardeal o conscripțiune, în localitatea Seliștat trăiau 12 familii românești, adică vreo 60 de persoane. Nu exista nici biserică românească și nu a fost recenzat niciun preot român.

## Demografie
La recensământul din 1930 au fost înregistrați 752 locuitori, dintre care 413 germani, 324 români, 64 țigani, 3 maghiari ș.a. Sub aspect confesional populația era alcătuită din 411 luterani, 322 ortodocși, 12 adventiști ș.a.

## Monumente
- Biserica fortificată din Seliștat

## Galerie de imagini

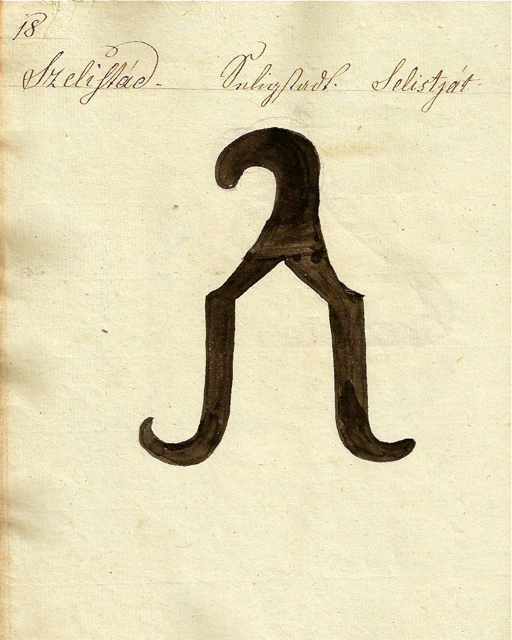
1826 - Danga pentru vite
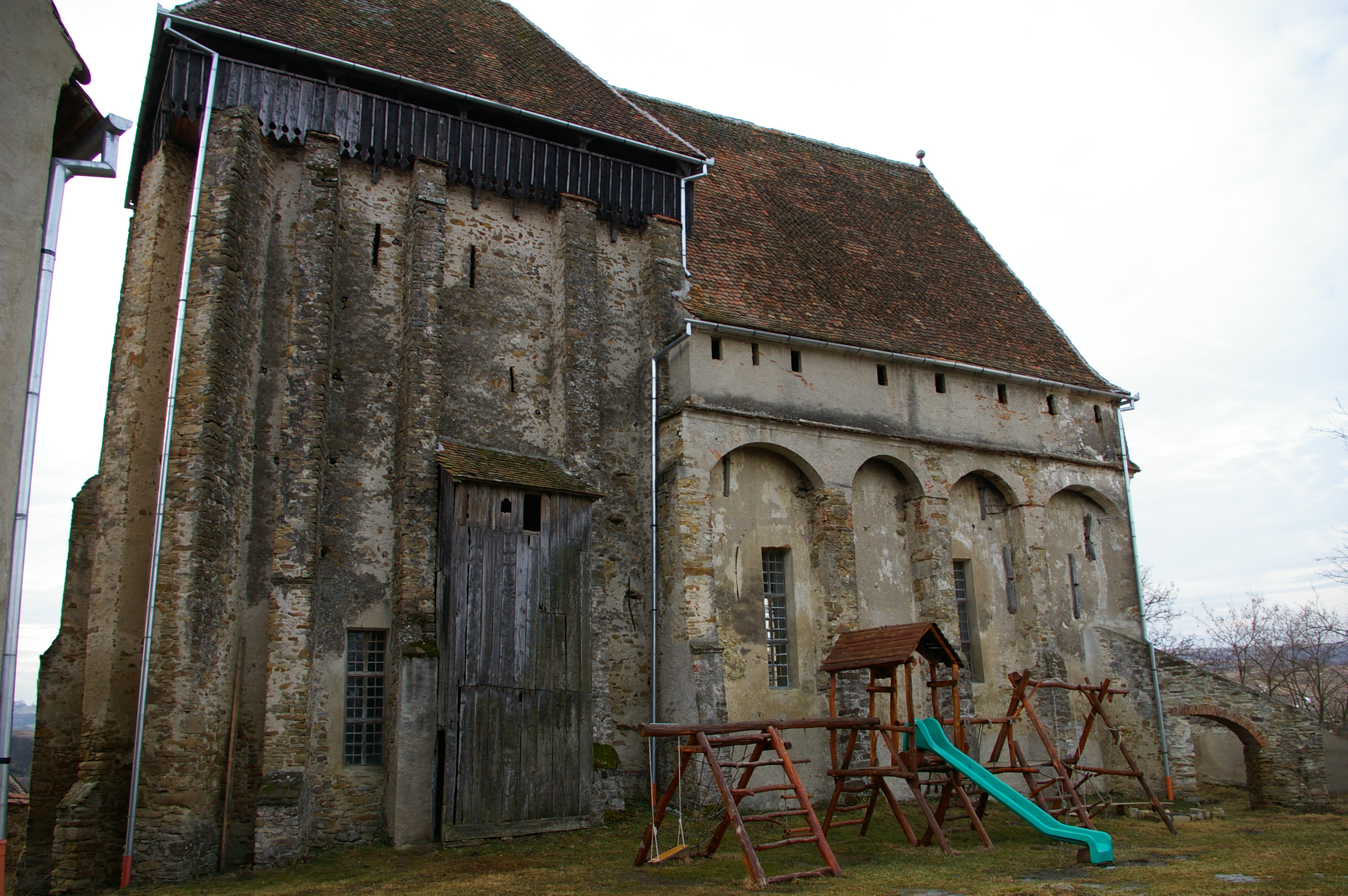
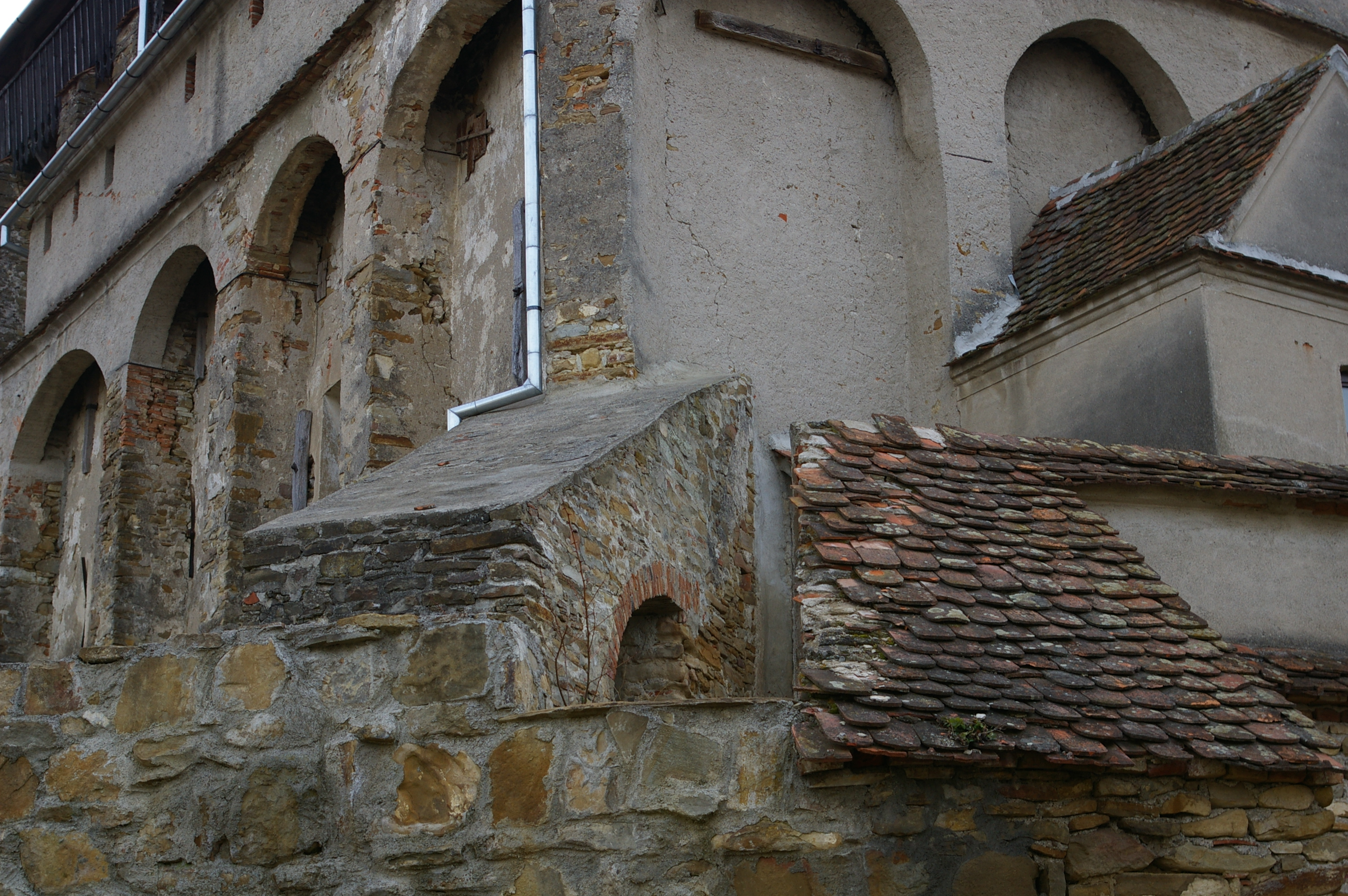
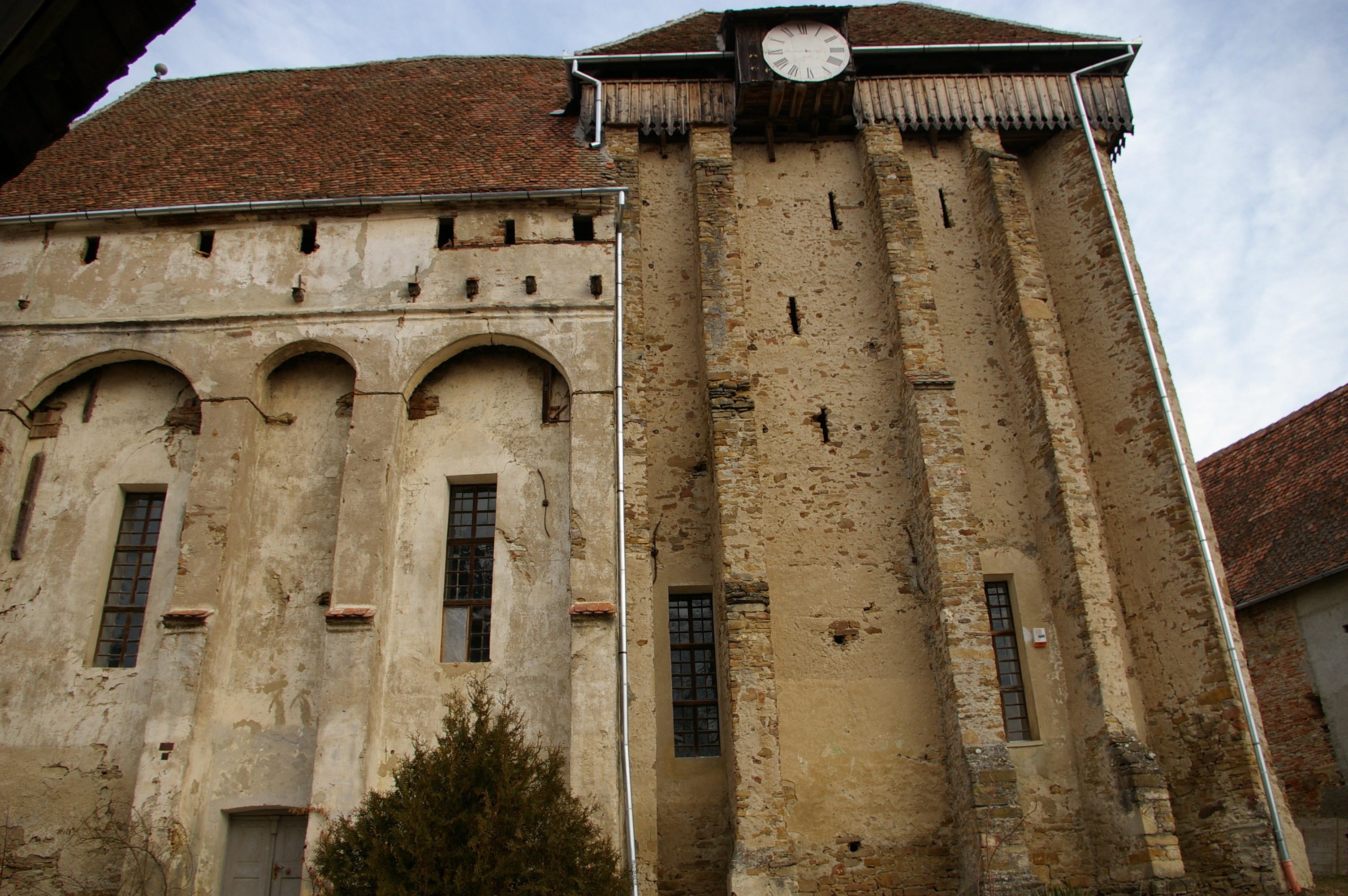
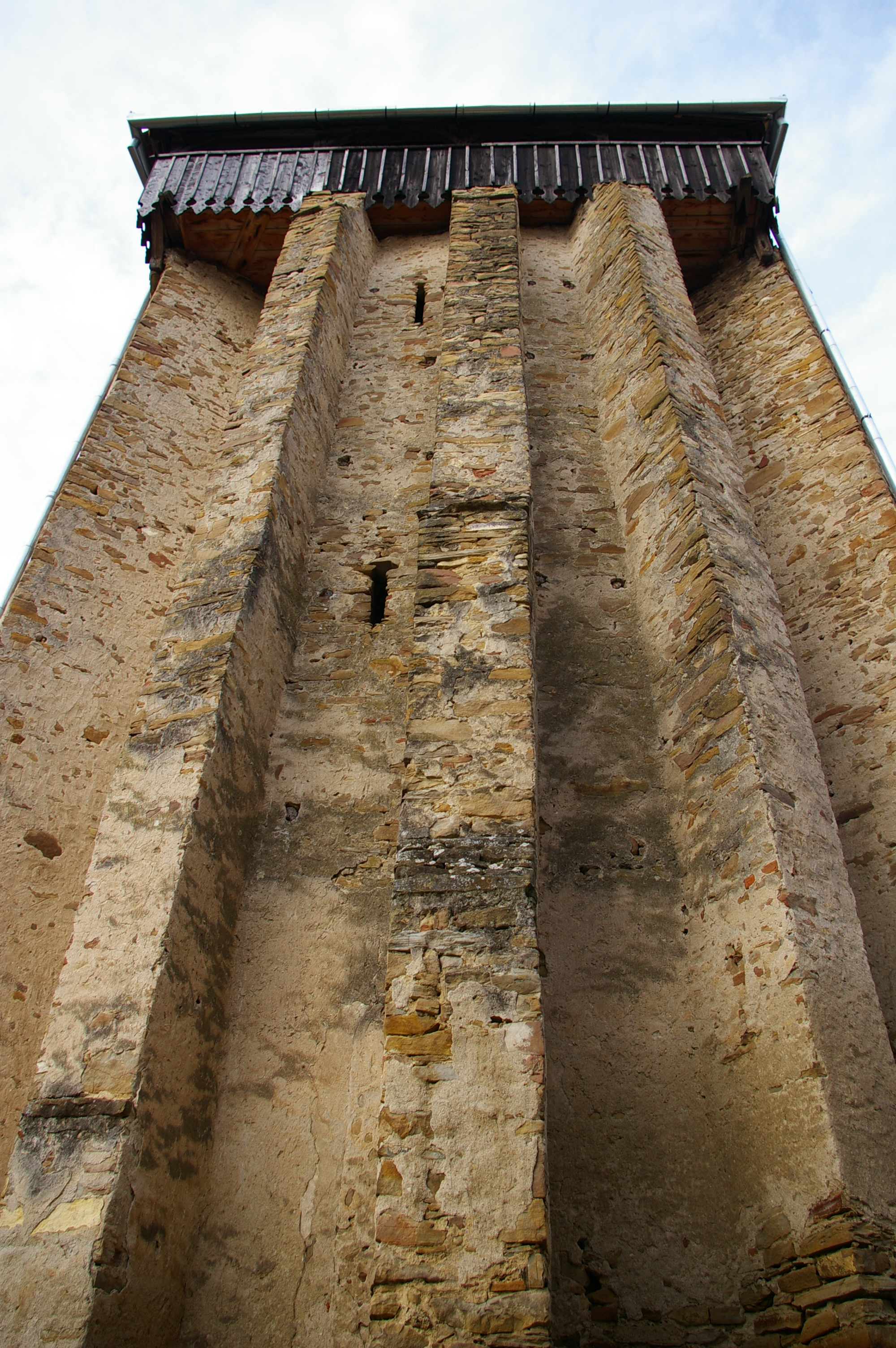
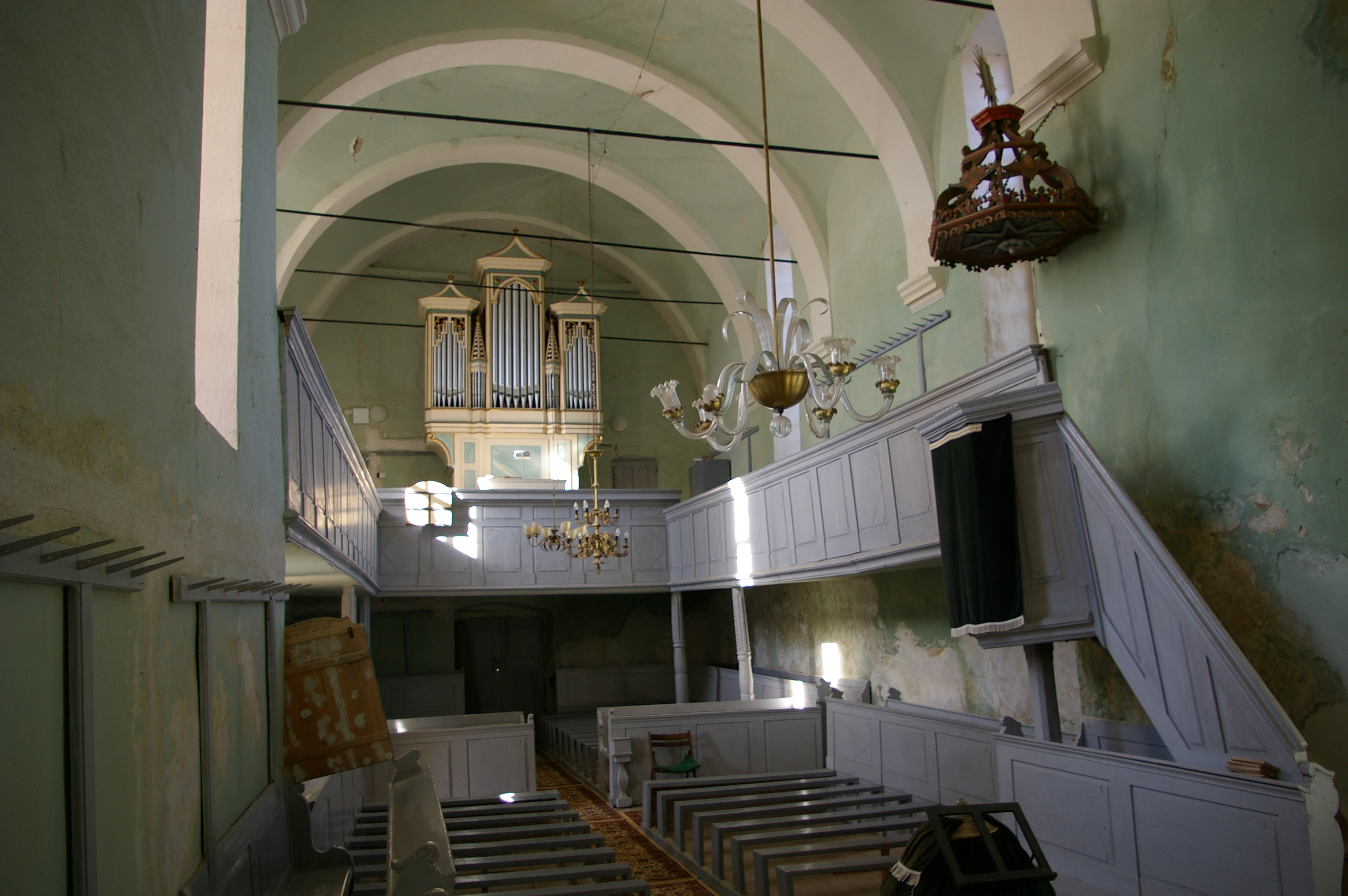